# Asparagus leptocladodius
Asparagus leptocladodius — вид рослин із родини холодкових (Asparagaceae).

## Біоморфологічна характеристика
Це прямовисний чи виткий кущ заввишки до 2 метрів. Гілки від голих до запушених, з прямими шипами 4–17 мм завдовжки. Кладодії в пучках по 2–15, сплощені, вигнуті, 10–60 мм завдовжки, трикутні. Суцвіття 10–25 мм завдовжки, часто згущені, зонтикоподібні. Листочки оцвітини білі, 2.5–4 мм завдовжки. Тичинки коротші за листочки оцвітини; пиляки чорні. Ягода червона, 6–9 мм у діаметрі, 1-насінна. Насіння 4–5 мм у діаметрі.

## Середовище проживання
Ареал: Кенія, Сомалі, Джибуті, пд. Ефіопія.
Населяє чагарники, луки з розсіяними деревами, кущисті луки.